# ثورة البنات (فلم)
ثورة البنات هو فيلم دراما مصري من إخراج كمال عطية وبطولة نادية لطفي، حسن يوسف، يوسف فخر الدين ونوال أبو الفتوح، صدر الفيلم في 1 يونيو 1964. يتناول الفيلم قصة ثلاث فتيات هن نادية، عصمت، رجاء، يرفضن زواج الصالونات، وتؤسس نادية جمعية تدعو لمنح الفتاة حق اختيار شريك حياتها.

## نبذه
أرملة لديها ثلاث فتيات هن (نادية) و (عصمت) و (رجاء). تنصحهن عمتهن بالذهاب إلى الخاطبة للبحث عن عرسان لهن، يرفضن هذا الاسلوب، فتؤسس (نادية) جمعية تدعو إلى إعطاء المرأة حق اختيار شريك حياتها بدلًا من الرجل، يسخر (جلال) الصحافي من هذه الفكرة لكنه يقع في حب (نادية)، ولا يفصح عن مشاعره، وترتبط شقيقتها (عصمت) بـ (منعم) الخجول، أما (رجاء) فتختار خطيبها (رضا) بنفس الطريقة.

## طاقم العمل
- نادية لطفي بدور نادية
- حسن يوسف بدور جلال
- يوسف فخر الدين بدور رضا
- نوال أبو الفتوح بدور ميمي
- كريمة الشريف بدور رجاء
- عصمت محمود بدور عصمت
- ميمي شكيب بدور أم منعم
- أبو بكر عزت بدور عبد المنعم

## وصلات خارجية
- مقالات تستعمل روابط فنية بلا صلة مع ويكي بيانات